# Cylinder, Iowa
Cylinder là một thành phố thuộc quận Palo Alto, tiểu bang Iowa, Hoa Kỳ. Năm 2010, dân số của thành phố này là 88 người.

## Dân số
Dân số qua các năm:
- Năm 2000: 110 người.
- Năm 2010: 88 người.